# Amaïak Koboulov
Amaïak Zakharovitch Koboulov (en russe : Амаяк Захарович Кобулов), né en 1906 et mort le 2 février 1955, est un responsable soviétique ayant occupé d'importantes fonctions au sein du NKVD.
Il est le jeune frère de Bogdan Koboulov.

## Jeunes années et formation
Il est né en Géorgie, à Tbilissi (alors appelée Tiflis) ; son père était un tailleur d'origine arménienne.
Koboulov devient en 1938 ministre de l'intérieur et de la sécurité de l'Abkhazie, et quelques mois après vice-ministre des affaires intérieures d'Ukraine.

## Chef de l'antenne du NKVD de la zone Allemagne-France-Belgique-Pays-Bas
Il est considéré comme ayant été le « résident » (responsable local) du NKVD pour l'Allemagne de septembre 1939 (Pacte Molotov-Ribbentrop) jusqu'en juin 1941 (déclenchement de l'opération Barbarossa). 
Il donne l'ordre de faire exécuter Willi Münzenberg.
En août 1940, il aurait recruté à Berlin un journaliste letton, Orest Berlinks, qui était en réalité un agent double nazi chargé de désinformer les soviétiques.

## Chef de l'antenne du NKVD en Asie centrale
De juillet 1941 à janvier 1945, il est le directeur régional du NKVD en Ouzbékistan.
En 1944, en tant que ministre des affaires internes d'Ouzbékistan, il supervise et organise l'installation des Tatars de Crimée déportés en Ouzbékistan.
Il est nommé général de corps d'armée le 9 juillet 1945.

## La chute
Étant un proche collaborateur de Béria, il suit le sort de ce dernier ainsi que de son frère Bogdan Koboulov : il est condamné à mort le 1er octobre 1954 et exécuté le 2 février 1955.